# Alexander Schubert (Musiker)
Alexander Schubert (* 13. Juli 1979 in Bremen) ist ein deutscher Komponist.

## Leben
Alexander Schubert studierte in Leipzig Informatik und Biologie mit den Schwerpunkten Neuroinformatik und Kognitionswissenschaften. Parallel dazu war er als Musiker und Komponist in verschiedenen Kontexten tätig. Nachdem er ein Jahr am Zentrum für Kunst und Medientechnologie in Karlsruhe am Institut für Musik und Akustik gearbeitet hatte, studierte er Multimediale Komposition an der Hochschule für Musik und Theater Hamburg. Seine Studien schloss er mit einem Doktor ab. Seitdem ist er als freischaffender Komponist und Dozent tätig. Er unterrichtet an der Musikhochschule Hamburg und ist Leiter des elektronischen Studios der Musikhochschule Lübeck.
Schubert ist Gründungsmitglied der Ensembles Decoder, Trnn und „Schubert-Kettlitz-Schwerdt“ und Ember.
Mit „Sinebag“ verfolgte er ein experimentelles, popmusikalisches Soloprojekt.
Schubert hat zu verschiedenen szenischen Projekten als Musiker, Komponist und Programmierer beigetragen (z. B. für das von den Wiener Festspielwochen in Auftrag gegebene Theaterstück „151 Meter über dem Meer“). Alexander Schubert kuratierte das Musikfestival für Zeitgenössische Elektronische Musik in Leipzig und betrieb den Ahornfelder-Verlag für experimentelle Audio- und Buchveröffentlichungen.
Seine Stücke wurden unter anderem aufgeführt bei: Donaueschinger Musiktage, Wien Modern, ICMC, SMC, ULTIMA, DLF, IRCAM, ZKM, Blurred Edges.
2009 erhielt er den Bourges Residency Prize und Nachtschatten wurde bei dem Wettbewerb „Jeu de temps“ der Canadian Electroacoustic Community prämiert.

## Kompositionen (Auswahl)

### Solostücke mit Live-Elektronik und Live-Video
- Laplace Tiger (2009)
- Weapon of Choice (2009)
- Your Fox’s A Dirty Gold (2011)

### Ensemblestücke mit Live-Elektronik
- Superimpose I (2009) (UA SMC 2009, Porto)[6]
- Superimpose II „Night of the Living Dead“ (2009)[7]
- Superimpose III „Infinite Jest“ (2010)
- Superimpose V „Sugar, Maths and Whips“ (2011)
- Point Ones (2012)

### Audiovisuelle Installationen
- SOLID STATE (2016)

### Tonbandstücke
- Nachtschatten (2009) (erarbeitet im Rahmen einer Residenz am ZKM, Karlsruhe)

## Tonträger
- Ember – Oullh d'baham mit Urs Leimgruber, Christian Lillinger, Oliver Schwerdt (Euphorium: EUPH 010, 2006)
- Ember – Live Scenes mit Urs Leimgruber, Christian Lillinger, Oliver Schwerdt (Euphorium Films: EUPH 011, 2008)[8]
- Ember – Aurona Arona mit Urs Leimgruber, Christian Lillinger, Oliver Schwerdt (Creative Sources, 2010)[9]
- Alexander Schubert – plays Sinebag (Ahornfelder: AH16, 2011)[10]
- Alexander Schubert – plays Sinebag (Champion Version: CV201201, 2011)[11]
- Sinebag – Près de la lisière (Ahornfelder: AH02, 2005)[12]
- Sinebag – Milchwolken in Teein (Ahornfelder: AH01, 2005)[13]
- Weapon of Choice (DVD) (Ahornfelder: AH21, 2011)[14]